# Fritz Schneider (Maler, 1875)
Fritz Schneider (* 1. Dezember 1875 in Vorderweidenthal; † 1950 in Rheinfelden) war ein deutscher Maler, Illustrator, Kirchenmaler und Bühnenbildner.

## Leben und Werk
Fritz Schneider wuchs in Dahn auf und signierte später viele seiner Bilder mit „Schneider-Dahn“. Seine Ausbildung erhielt er durch die Unterstützung eines Pfarrers, der sein künstlerisches Talent früh erkannte. Mit dessen finanzieller Unterstützung konnte er in München und an der Königlichen Kreis-Baugewerkschule studieren, wo er stark von seinem Lehrer Caspar Augustin Geiger beeinflusst wurde. Anschließend war Schneider als Zeichenlehrer und später als Kirchenmaler im Raum Straßburg tätig.
Schneider war mit der aus Walschbronn stammenden Katharina (Käthe), geborene Göller (* 15. März 1882) verheiratet. Von den zehn gemeinsamen Kindern überlebten nur deren fünf das Säuglingsalter. Die Familie lebte in Montigny, dann in Sablon, danach in St-Julien und schließlich um 1913 in Metz. wo Schneider ab 1905 mit der Ausmalung von öffentlichen Gebäuden beschäftigt war.

Anfänglich vom Militärdienst befreit arbeitete Schneider in Metz von 1914 bis 1916 als Bühnenbildner am Stadttheater. Es folgte ein siebenmonatiger Militärdienst mit der Landwehr-Infanterie Regiment 76 in Hannover. Wieder in Metz arbeitete er bis Kriegsende als Bühnenbildner am Stadttheater. Schneider illustrierte zudem Gedichte von Nikolaus Lenau, der zu seinen Lieblingsdichter gehörte. Seine Illustrationen finden sich auch im Lothringer Kalender von 1918 und 1919.

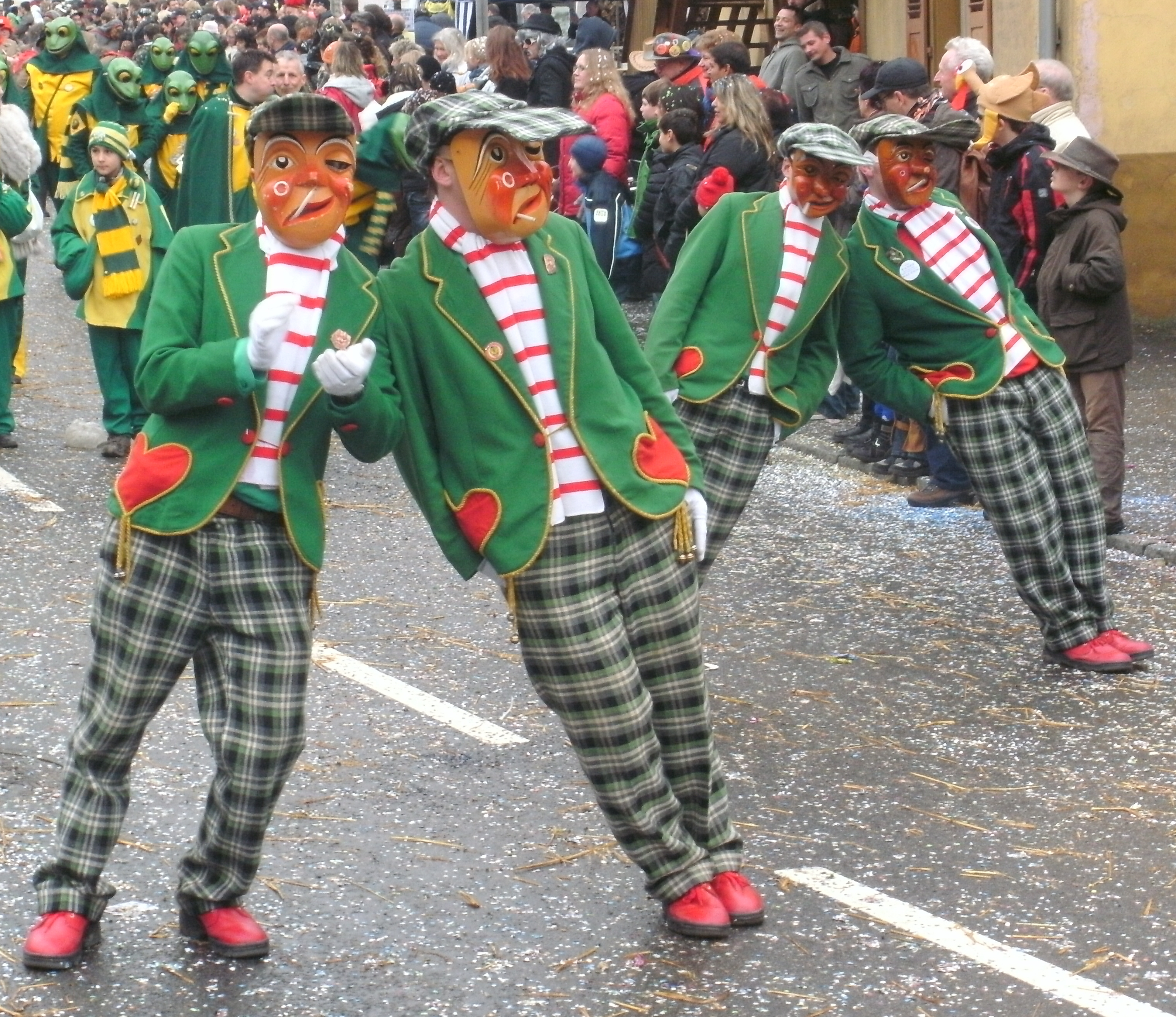
Latschari-Clique Rheinfelden.

Da Schneider seine Anstellung nach Kriegsende verlor, arbeitete er bis 1921 in Metz als selbstständiger Kirchenmaler. Als er sich für die deutsche oder die französische Staatsbürgerschaft entscheiden musste, wählte er die deutsche. In der Folge zog er mit seiner Frau und den jugendlichen Kindern nach Dinglingen bei Lahr. Dort fanden sie wie viele andere ausgewiesene Elsässer und Lothringer Arbeit in den Honnef-Werken von Hermann Honnef.
Durch Vermittlung eines ehemaligen Metzer Arbeitskollegen kam Schneider in Kontakt mit dem Stadttheater Basel. Da er keine Schweizer Arbeitserlaubnis erhielt, arbeitete er in einem Malergeschäft in Rheinfelden, wohin auch die Familie zog. 1927 eröffnete er sein eigenes Geschäft für Kunstgewerbe, Malerei, Bildhauerei und Graphik. Später arbeiteten auch seine beiden Söhne, die gelernten Schlosser Fritz und Arnold (1908–1992), im Geschäft mit.
Arnold schloss 1925 seine Holzbildhauerlehre in Lahr ab und besuchte anschließend je zwei Jahre die Allgemeine Gewerbeschule Basel und die Staatliche Hochschule für Gestaltung Karlsruhe, wo er von Georg Scholz unterrichtet wurde. Von 1931 bis 1939 arbeitete er im Geschäft seines Vaters. Fritz und Arnold Schneider betrachteten ihre berufliche Tätigkeit nur als Broterwerb und verbrachten die restliche Zeit oft gemeinsamen beim Malen in der freien Natur. Die wechselseitige Inspiration widerspiegeln sich in ihren Werken.
1937 beauftragte der damalige Bürgermeister von Rheinfelden (1933–1939), Leopold Bösch, Arnold Schneider damit, eine Fasnachtsfigur zu kreieren. Das Resultat war der «Latschari». Diese Figur stellt den an Straßenecken herumstehenden Arbeitslosen aus den 1920er-Jahren dar. In der Folge wurde die Figur zum Emblem der neu gegründeten Rheinfelder Narrenzunft. Ein Jahr später wurde die Latschari-Clique gegründet.